# Chagai (Distrikt)
Der Distrikt Chaghai (Belutschisch und Urdu ضلع چاغی) ist ein Distrikt in der pakistanischen Provinz Belutschistan. Verwaltungszentrum ist die Kleinstadt Dalbandin.

## Beschreibung
Geografisch liegt der Distrikt im äußersten Westen Pakistans und grenzt im Norden an Afghanistan sowie im Westen an den Iran. Landschaftlich finden sich Ebenen, Hochland und Wüste, und die Höhe über Meeresspiegel variiert von 486 bis 2800 Metern. Nach Norden hin geht der Distrikt in die Wüste über, die sich südlich des Flusses Hilmend in Afghanistan erstreckt. Die Grenze zu Afghanistan wurde durch eine britisch-afghanische Kommission im Jahr 1896 abgesteckt und die westliche Grenze zum Iran durch eine iranisch-pakistanische Kommission 1959.
Flächenmäßig ist Chagai mit 50.545 km² Chagai der größte Distrikt nicht nur Belutschistans, sondern ganz Pakistans. Der Name des Distrikts leitet sich von dem gleichnamigen Ort ab. Administrativ war der Distrikt im Jahr 2005 in zwei Tehsils (Dalbandin und Nokundi) und 10 Union Councils untergliedert.

## Klima
Das Klima ist sehr kontinental geprägt und reicht von extremer Sommerhitze bis zu deutlicher Winterkälte. Das Klima ist sehr trocken und der durchschnittliche Jahresniederschlag beträgt unter 100 mm. Der Distrikt liegt außerhalb des Einflussbereichs des Monsuns.
|                       | Jan  | Feb  | Mär  | Apr  | Mai  | Jun  | Jul  | Aug  | Sep  | Okt  | Nov  | Dez  |   |      |
| Mittl. Tagesmax. (°C) | 16,6 | 20,2 | 26,1 | 31,7 | 37,6 | 41,3 | 42,1 | 40,7 | 37,2 | 31,7 | 24,9 | 19,1 | ⌀ | 30,8 |
| Mittl. Tagesmin. (°C) | 1,6  | 4,4  | 9,6  | 14,8 | 19,8 | 22,9 | 25,4 | 22,9 | 17,1 | 11,1 | 5,6  | 2,1  | ⌀ | 13,2 |
|                       |      |      |      |      |      |      |      |      |      |      |      |      |   |      |
| Niederschlag (mm)     | 20   | 17   | 17   | 7    | 2    | 1    | 4    | 1    | 0    | 2    | 3    | 9    | Σ | 83   |

| 1,6 |

| 4,4 |

| 9,6 |

| 14,8 |

| 19,8 |

| 22,9 |

| 25,4 |

| 22,9 |

| 17,1 |

| 11,1 |

| 5,6 |

| 2,1 |

| 1,6 |

| 4,4 |

| 9,6 |

| 14,8 |

| 19,8 |

| 22,9 |

| 25,4 |

| 22,9 |

| 17,1 |

| 11,1 |

| 5,6 |

| 2,1 |

## Geschichte
An verschiedenen Orten des Distrikts finden sich archäologische Überreste von Forts und Bewässerungsanlagen (Karez), die darauf hinweisen, dass die Gegend einst wohlhabender war als heute. Die Belutschen, ein iranisches Volk, sind möglicherweise die ältesten Bewohner des Landes. Daneben gibt es noch andere Ethnien, wie die Brahui, ein dravidisches Volk und eine Minderheit von Paschtunen. Im Mittelalter stand die Gegend unter der Herrschaft der persischen Dynastie der Safawiden und kam später in den Einflussbereich des Mogulreichs. Nach dem Machtverfall des Mogulreichs übernahmen lokale Fürsten die Herrschaft, bis das Gebiet durch Nadir Schah (regierte 1736 bis 1747) erobert wurde. Die persische Herrschaft wurde abgelöst durch die Herrschaft des Durrani-Reichs. Danach kam die Gegend unter die Herrschaft des Khans von Kalat, der das Gebiet schließlich gegen eine jährliche Rente an die britisch-indische Kolonialadministration abtrat. Von 1899 bis zur Unabhängigkeit Pakistans und Indiens stand der Distrikt unter direkter britischer Administration als Teil Britisch-Indiens.

## Bevölkerung, Kultur und Bildungseinrichtungen
Die Bevölkerung besteht ganz überwiegend aus Belutschen, aus Brahui und zum geringeren Teil aus Paschtunen. Die jährliche Rate des Bevölkerungswachstums lag im Jahr 1998 bei 3,1 %. Offizielle Amtssprache ist ausschließlich Urdu. Etwa 99 % der Bevölkerung gehören dem Islam meist sunnitischer Prägung an und die religiösen Führer (Mullahs) besitzen großen gesellschaftlichen Einfluss. 43 % der Bevölkerung haben irgendwann in ihrem Leben eine Schule besucht und ebenfalls 43 % haben Schreib- und Lesekenntnisse (Daten 2008–2009).
Traditionell spielen Loyalitäten aufgrund des Stammeszugehörigkeiten eine große Rolle. Das Tragen von Waffen ist sehr verbreitet und häufig auch eine Prestigefrage. Streitigkeiten werden häufig außerhalb der Gerichte gelöst bzw. ausgetragen. Frauen sind de jure gleichberechtigt, de facto sind ihre Rechte jedoch oft stark eingeschränkt und sie sind sehr häufig von ihren Familien bzw. Ehemännern abhängig.

## Wirtschaft und Verkehr
Grundlage der Wirtschaft ist die Landwirtschaft. Die nutzbare Fläche wird auf 446,588 Hektar geschätzt, was etwa 8,8 % der Fläche des Distrikts entspricht. Landwirtschaftlich besitzt der Distrikt ein großes Potential. Die Entwicklung ist jedoch durch das knapp verfügbare und ineffizient verwendete Wasser limitiert. Angebaut werden hauptsächlich Weizen, Gerste, Raps/Senf, Kreuzkümmel, Linsen, verschiedene Gemüse, Futterpflanzen und Sonnenblumen.
Der Distrikt ist reich an Bodenschätzen, die jedoch nur zum kleineren Teil und in kleinem Maßstab ausgebeutet werden. Hauptsächlich abgebaut wurden Onyxmarmor (59.749 t), Chromiterz (10.500 t), Kupfererz und in kleineren Mengen andere Erze.
Infrastrukturell ist der Distrikt unterentwickelt. Nur größere Straßen sind befestigt. Im Jahr 2009 gab es im ganzen Distrikt 3.429 Telefonanschlüsse, 10 Postfilialen und eine Bankfiliale. Im Distrikt waren 10 Ärzte, zwei Krankenschwestern und 89 Angehörige paramedizinischer Berufe tätig. Die Gesundheitsversorgung der Bevölkerung ist daher zum Teil prekär.

## Besonderheiten
Im Distrikt Chagai befindet sich das pakistanische Atomwaffentestgelände in den Ras Koh Hills. Im Mai 1998 führte Pakistan dort und in der Wüste von Chagai insgesamt sechs unterirdische Nuklearexplosionen durch (Codenamen Chagai-I und Chagai-II), wodurch sich Pakistan offiziell in die Reihe der Atommächte einreihte.